# Tommy Roe
Tommy Roe, född som Thomas David Roe 9 maj 1942 i Atlanta, Georgia, är en amerikansk sångare som var en av tuggummipopens mest kända artister. Under 1960-talet hade han hits med lättsamma, må-bra-låtar som "Dizzy", "Sheila" (han spelade även in en rockabilly-version av låten) och "Sweet Pea".
Roe började skriva och framföra egen musik som fjortonåring. Han fick en akustisk gitarr i present av sin pappa på sin födelsedag, och fadern lärde honom tre ackord. Han skivdebuterade 1960 och genombrottet kom två år senare med "Sheila", en låt med tydliga Buddy Holly-influenser. Han följde upp den med "Everybody" som också blev en stor framgång. Han lättade sedan upp sitt sound och fick efter många ouppmärksammade singlar två stora singelhits 1966; först med "Sweet Pea"  och senare samma år med "Hooray for Hazel". Hans största hit kom med singeln "Dizzy" 1969 och på hösten samma år gavs "Jam Up Jelly Tight" ut, vilket kom att bli hans sista hit.

## Diskografi (i urval)
Studioalbum
- 1963 – Sheila
- 1963 – Something For Everybody
- 1965 – Ballads and Beat
- 1966 – Sweet Pea
- 1967 – It's Now Winter's Day
- 1969 – Dizzy
- 1970 – We Can Make Music
- 1971 – Beginnings
- 1976 – Energy
- 1977 – Full Bloom
- 2012 – Devil's Soul Pie

Hitsinglar (topp 10 på Billboard Hot 100)
- 1962 – "Sheila" (#1)
- 1963 – "Everybody" (#3)
- 1966 – "Sweet Pea" (#8)
- 1966 – "Hooray For Hazel" (#6)
- 1969 – "Dizzy" (#1)
- 1970 – "Jam Up And Jelly Tight" (#8)

Hitsinglar (på Tio i topp)
- 1962 – "Sheila" (#7)
- 1966 – "Sweet Pea" (#6)
- 1969 – "Dizzy" (#4)
- 1969 – "Heather Honey" (#8)
- 1969 – "Jack and Jill" (#7)